# James Gorman
James Gorman (n. 30 ianuarie 1859, Bilston, Anglia, Regatul Unit al Marii Britanii și Irlandei – d. 2 noiembrie 1929, California, SUA) a fost un trăgător de tir ce a reprezentat Statele Unite ale Americii, medaliat olimpic. A participat la o ediție a Jocurilor Olimpice (1908) în care a câștigat o medalie de aur și o medalie de bronz.